# Vlag van Oosterzee

Vlag van Oosterzee

De vlag van Oosterzee is de dorpsvlag van het Nederlandse dorp Oosterzee, in de Friese gemeente De Friese Meren. De vlag werd in 21 november 2005 aangenomen en in 2006 geregistreerd.

## Beschrijving
De beschrijving van de vlag is als volgt:
Een blauwe hijs van 1/3 vlaglengte en een vlucht van drie even hoge horizontale banen groen, wit en zwart.
De kleuren zijn afkomstig van het dorpswapen.

## Symboliek
- Blauwe hijs: verwijst naar het water nabij het dorp.[2]
- Groene baan: staat voor het gras, de gewassen en het boerenleven.[2]
- Zwarte baan: duidt op de veengrond en de vervening.[2]
- Witte baan: symbool voor het geld dat verdiend werd met de vervening.[2]

## Zie ook

Wapen van Oosterzee